# Валденбург (Виртемберг)
Валденбург (њем. Waldenburg) град је у њемачкој савезној држави Баден-Виртемберг. Једно је од 16 општинских средишта округа Хоенлое. Према процјени из 2010. у граду је живјело 3.016 становника. Посједује регионалну шифру (AGS) 8126085.

## Географски и демографски подаци
Валденбург се налази у савезној држави Баден-Виртемберг у округу Хоенлое. Град се налази на надморској висини од 506 метара. Површина општине износи 31,6 km². У самом граду је, према процјени из 2010. године, живјело 3.016 становника. Просјечна густина становништва износи 96 становника/km².

## Међународна сарадња
| Мјесто     | Држава     | Врста сарадње | Од    |
| ---------- | ---------- | ------------- | ----- |
|            | Француска  | партнерство   | 1969. |
| Валденбург | Швајцарска | контакт       | 1977. |
| Извор      |            |               |       |